# Xayacatlán de Bravo
Xayacatlán de Bravo là một đô thị thuộc bang Puebla, México. Năm 2005, dân số của đô thị này là 1333 người.